# Lakháza
Lakháza (szlovénül: Lucova, vendül Lücova) falu Szlovéniában, a Muravidéken, közigazgatásilag Péterhegy községhez tartozik.

## Fekvése
Muraszombattól 25 km-re északra, Péterhegytől 3 km-re északra a magyar határhoz közel,  a Vendvidéki-dombság a Goričko területén a Merak-patak és a Kis-Kerka összefolyásánál fekszik. A legutóbbi adatok szerint 141 lakója van.

## Története
Első írásos említése "Lychow in valle seu districtu Sool" alakban 1365-ből származik. Ekkor a Balog nembeli Felsőlendvai Széchy Miklós birtoka, a felsőlendvai uradalom részét képezte. A Széchy család fiágának kihalása után 1685-ban Felsőlendva új birtokosa Nádasdy Ferenc, Széchy Katalin férje lett. Ezután az uradalommal együtt egészen a 19. század második feléig a Nádasdyaké. Később a Muray és Vidos családok voltak a fő birtokosai.
Vályi András szerint " LUCZOVA. Tót falu Vas Várm. földes Ura G. Nádasdi Uraság lakosai katolikusok, fekszik Petróczhoz nem meszsze, és annak filiája, szőleje, és fája tűzre elég vagyon; de földgye sovány. " 
Fényes Elek szerint " Luczova, vindus falu, Vas vmegyében, a lendvai uradalomban: 111 evang. lak. Ut. p. Rába-Keresztur."
Vas vármegye monográfiája szerint " Lakháza, 41 házzal és 221 vend lakossal. Vallásuk r. kath. és ág. ev. Postája Tót-Keresztúr, távírója Csákány. Földesurai a Széchenyi-, Nádasdy-, Muray- és Vidos-családok voltak."
1910-ben 243, túlnyomórészt szlovén lakosa volt. A falu első fűrészmalmát 1931-ben Jožef Balek építette, ez azonban 1971-ben leégett. Ekkor építették a ma is álló malmot.
A trianoni békeszerződés előtt Vas vármegye Muraszombati járásához tartozott, majd a Vendvidéki Köztársaság, utána a Szerb–Horvát–Szlovén Királyság (1929-től Jugoszlávia) vette birtokba. 1941-45 között újból magyar, után ismét jugoszláv fennhatóság alá került. A településen önkéntes tűzoltóegylet és sportegyesület is működik.

## Nevezetességei
- A temetőben álló kápolnáját főként az Amerikába kivándorolt lakháziak anyagi támogatásából 1926-ban építették.
- A faluban egy 1971-ben épített fűrészmalom is található.